# Gerdius alutaceus
Gerdius alutaceus là một loài tò vò trong họ Ichneumonidae.